# Гуго Майсль
Гуго Майсль (нім. Hugo Meisl, нар. 16 листопада 1881, Малешов — пом. 17 лютого 1937, Відень) — австрійський футболіст і тренер, відомий створенням «Вундертім», однієї з найсильніших футбольних збірних 1930-х років.
Багаторічний Генеральний секретар Австрійського футбольного союзу, відомий ініціативами з популяризації футболу в Центральній Європі, зокрема через заснування клубного турніру Кубок Мітропи та Кубка Центральної Європи для збірних команд.
Також був футбольним арбітром.

## Раннє життя
Народився у богемському містечку Малешов у родині заможнього єврейського торговця і банкіра. У 12-річному віці перебрався з родиною до столиці імперії, ВІдня, де у вільний від навчання час зацікавився новою грою, футболом, і грав за одну з найстаріших футбольних команд континентальної Європи «Вієнна Крикет».
Змушений був припинити грати у футбол, оскільки залишив Австро-Угорщину аби продовжити навчання в Італії та Франції. Проте інтерес до футболу не зник і Гуго займався популяризацією гри, а також опанував професію футбольного арбітра. Судив міжнародні матчі під егідої лишень створеної ФІФА, займався арбітражем на Олімпійських іграх 1912 року.

## Кар'єра тренера
1912 року 33-річний Майсль розпочав тренерську роботу, очоливши команду віденського клубу «Вінер-Аматор».
Того ж року він став головним тренером збірної Австрії, робота з якою була перервана Першою Світовою війною, під час якої Майсль служив офіцером постачання.
Після завершення війни 1919 року повернувся до керма австрійської збірної, з якою працював до своєї смерті у 1937 році. Протягом 1920-х років він викарбовував власний тренерський стиль, що спирався на ідеї його товариша, британця Джиммі Гогана, що працював в Австро-Угорщині протягом попереднього десятиріччя. Тактичні схеми британського футболу були доповнені акцентом на контролі м'яча та індивідуальній техниці гравців, що створили феномен «дунайського футболу».

### «Вундертім»
Тактичні рішення Майсля почали приносити помітні результати ближче до кінця 1920-х років, а на початку 1930-х очолювана ним збірна видала серію результатів, які забезпечили їй статус однієї з найсильніших команд тогочасного європейського футболу та закріпили за нею прізвисько «Вундертім» (нім. Wunderteam, тобто Чудо-команда). Знаковим для цієї команди вважається період 1931—1932 років, протягом яких австрійці видали безпрограшну серію з 14 офіційних матчів, яка, зокрема, включала перемоги над Шотландією з рахунком 5:0, Францією (4:0), Німеччиною (5:0 та 6:0), а також Італією (2:1). Цих успіхів було досягнуто за рахунок високої командної швидкості, постійного руху усіх гравців, та їх індивідуальної технічності. Найяскравішою зіркою команди був Маттіас Сінделар, відомий як Паперова людина та Футбольний Моцарт, що уособлював собою філософію «дунайського футболу».
Згодом австрійці продовжували досягати позитивних результатів і до початку чемпіонату світу 1934 року підійшли в статусі одного з фаворитів цього змагання, незадовго до якого, зокрема, в рамках Кубка Центральної Європи з рахунком 4:2 здолали італійців, господарів чемпіонату.

### Чемпіонат світу 1934
Змагання на чемпіонаті світу 1934 починалися зі стадії 1/8 фіналу, на якій австрійці у додатковий час здолали опір збірної Франції з рахунком 3:2.
На етапі чвертьфіналів їх суперником була збірна Угорщини. Протистояння збірних з двох країн, які мали спільне політичне «коріння» та багато в чому спільну футбольну історію, мало принциповий характер, що вилилося у досить жорстоку гру, яку Майсль згодом охарактеризував як «бійку, а не матч». По ходу гри, яка завершилася перемогою австрійців з рахунком 2:1, було багато порушень правил, результатами яких стали вилучення у складі угорців, пенальті у ворота австрійців, а також втрата останніми через травму одного з лідерів атаки і капітана команди Йоганна Хорвата.
У півфіналі змагання збірній Майсля протистояла команда-господар турніру, очолювана його гарним другом Вітторіо Поццо збірна Італії. Попри перевагу в останніх очних зустрічах і, як наслідок, статус фаворитів протистояння, австрійці цю гру програли (0:1), і до фіналу пройшли італійці, аби здолати там у непростому матчі збірну Чехословаччини і стати другими в історії футболу чемпіонами світу. Головною причиною поразки збірної Австрії у півфінальній грі, окрім втрати Хорвата, називають погодні умови — гра проходила під дощем, що з одного боку нівелювало перевагу австрійців у швидкості і техніці, а з іншого продемонструвало їх гіршу фізичну готовність.
Згодом у тандемі з Джиммі Гоганом керував діями австрійської збірної на літніх Олімпійських іграх 1936 року, де команда грала без своїх головних «зірок», що мали професійний статус і за тогочасними правилами не мали права участі в Олімпіаді. Попри це австрійці сягнули фіналу, де знову поступилися очолюваній Поццо збірній Італії, що, утім, також складалась з маловідомих гравців-аматорів.
Помер 17 лютого 1937 року на 56-му році життя у Відні, похований на міському Центральному цвинтарі.

## Діяльність функціонера
Від самого початку зацікавленості футболм докладав зусиль до його розвитку і популяризації. З 1905 року був функціонером Австрійського футбольного союзу, а з 1926 року і до своєї смерті у 1937 був його Генеральним секретарем. Представляв свою країну у ФІФА.
1924 року був одним з ініціаторів та організаторів професійної футбольної ліги в Австрії. Багато у чому завдяки ініціативі та наполегливості Майсля 1927 року з'явилися одні з перших міжнародних турнірів на теренах Європи — Кубок Мітропи для клубних команд та Кубок Центральної Європи для збірних.